# Barnstaple Town F.C.
Câu lạc bộ bóng đá Barnstaple Town là một câu lạc bộ bóng đá có trụ sở tại Barnstaple, Devon, Anh. Đội hiện là thành viên của Division One South & West thuộc Southern League và chơi trên sân Mill Road.

## Lịch sử
Câu lạc bộ được thành lập vào năm 1904 với tên gọi Pilton Yeo Vale, và là thành viên sáng lập của North Devon League trong cùng năm Đội chơi trận đầu tiên của giải đấu, tiếp đón Ilfracombe vào ngày 1 tháng 10; đội khách thắng 4-2 với hàng trăm người tham dự. Tuy nhiên, đó là trận thua duy nhất trong cả mùa giải và câu lạc bộ tiếp tục giành chức vô địch đầu tiên. Vào cuối mùa giải, họ sử dụng tên hiện tại của mình.
Sau khi giành chức vô địch giải đấu North Devon lần thứ hai vào năm 1908-09, câu lạc bộ chuyển sang Exeter & District League, ở lại cho đến Thế chiến thứ nhất. Sau chiến tranh, họ trở lại North Devon League, trước khi gia nhập lại Exeter & District League. Đội đã giành chức vô địch giải đấu mùa giải 1946-47 và là á quân mùa giải tiếp theo, trước khi gia nhập Division Two của Western League năm 1948.
Trong mùa giải 1949-50 Barnstaple vô địch Division Two, thăng hạng lên Division One. Mùa giải 1951-52 lần đầu tiên đội lọt vào vòng Một Cúp FA, để thua 5-2 trước Folkestone trong trận đá lại. Câu lạc bộ là nhà vô địch giải đấu vào mùa giải 1952-53, và lại lọt vào vòng đầu tiên của FA Cup vào mùa giải 1954-55, để thua 4-1 trên sân nhà trước Bournemouth & Boscombe Athletic trước một đám đông kỷ lục 6.200 người. Họ lọt vào vòng đầu tiên của FA Cup lần thứ ba vào mùa giải 1959-60, thua 4-0 trước Exeter City.
Giải đấu bị rút xuống thành một hạng đấu duy nhất vào năm 1960, và câu lạc bộ đã lọt vào vòng Một Cúp FA một lần nữa vào mùa giải 1972-73, thua Bilston 2-0 trên sân nhà. Giải đấu được mở rộng trở lại thành hai hạng vào năm 1976, với Barnstaple được xếp vào Premier Division. Mùa giải 1979-80 họ đã giành được chức vô địch Western League thứ hai, và kết thúc với vị trí á quân trong hai mùa giải tiếp theo. Sau khi về nhì từ dưới lên cuối mùa giải 1990-91, Barnstaple bị xuống hạng đến Division One. Ba mùa giải sau, họ vô địch Division One, thăng hạng trở lại Premier Division.
Họ tiếp tục ở lại Premier Division cho đến khi bị xuống hạng một lần nữa vào cuối mùa giải 2012-13, khiến họ xếp cuối bảng Premier Division. Tuy nhiên, họ đã ngay lập tức trở lại giải đấu hàng đầu sau khi vô địch Division One vào mùa giải 2014-15. Mùa giải tiếp theo, câu lạc bộ kết thúc với vị trí á quân ở Premier Division, giành quyền thăng hạng lên Division One South & West của Southern League.

## Sân vận động
Câu lạc bộ chơi các trận đấu sân nhà tại Mill Road ở Barnstaple. Sân có sức chứa 5.000 khán giả, trong đó 250 chỗ ngồi và 1.000 chỗ ngồi có mái che.

## Danh hiệu
- Western League
  - Vô địch 1952-53, 1979-80
  - Vô địch Division One 1949-50, 1993-94, 2014-15
- Exeter & District League
  - Vô địch 1946-47
- North Devon League
  - Vô địch 1904-05, 1908-09
- Devon Pro Cup
  - Vô địch 1952-53, 1962-63, 1964-65, 1967-68, 1969-70, 1971-72, 1972-73, 1974-75, 1976-77, 1977-78, 1978-79, 1979-80, 1980-81[8]
- Devon St Lukes Cup
  - Vô địch 1987-88

## Kỉ lục
- Vị trí cao nhất giải quốc nội: thứ 1 ở Western League Premier Division, 1952-53, 1979-80
- Thành tích tốt nhất tại Cúp FA: Vòng Một, 1951-52, 1954-55, 1959-60, 1972-73[6]
- Thành tích tốt nhất tại FA Trophy: Vòng Hai, 1971-72[6]
- Thành tích tốt nhất tại FA Vase: Vòng Bốn, 1994-95[6]
- Kỉ lục số khán giả: 6.200 v Bournemouth & Boscombe Athletic, Vòng Một Cúp FA, 1951-52[1]
- Trận thắng đậm nhất: 12-1 với Tavistock, Vòng loại thứ ba Cúp FA, 1954[8]
- Trận thua đậm nhất: 0-11 với Odd Down, Western League, 25 tháng 4 năm 2013[9]
- Kỉ lục phí chuyển nhượng phải trả: 4.000 bảng Anh đến Hungerford Town của Joe Scott[8]
- Kỉ lục phí chuyển nhượng nhận được: 6.000 bảng Anh từ Bristol City cho Ian Doyle[8]